# Бобово (гміна)
Гміна Бобово (пол. Gmina Bobowo) — сільська гміна у північній Польщі. Належить до Староґардського повіту Поморського воєводства.
Станом на 31 грудня 2011 у гміні проживало 3052 особи.

## Територія
Згідно з даними за 2007 рік площа гміни становила 51.67 км², у тому числі:
- орні землі: 81.00%
- ліси: 12.00%

Таким чином, площа гміни становить 3.84% площі повіту.

## Населення
Станом на 31 грудня 2011:
| Опис     | Загалом | Загалом | Чоловіки | Чоловіки | Жінки | Жінки |
| -------- | ------- | ------- | -------- | -------- | ----- | ----- |
| одиниця  | осіб    | %       | осіб     | %        | осіб  | %     |
| все      | 3052    | 100     | 1553     | 50.88    | 1499  | 49.12 |
| міське   | 0       | 100     | 0        |          | 0     |       |
| сільське | 3052    | 100     | 1553     | 50.88    | 1499  | 49.12 |

## Сусідні гміни
Гміна Бобово межує з такими гмінами: Любіхово, Можещин, Пельплін, Скурч, Староґард-Ґданський.